# Phủ Thông
Phủ Thông là một xã thuộc tỉnh Thái Nguyên, Việt Nam.

## Địa lý
Xã Phủ Thông có vị trí địa lý:
- Phía đông giáp xã Hiệp Lực và xã Vĩnh Thông
- Phía tây giáp xã Phong Quang và xã Đồng Phúc
- Phía nam giáp xã Cẩm Giàng
- Phía bắc giáp xã Thượng Minh và xã Hiệp Lực.

Xã Phủ Thông có diện tích 96,94 km², dân số năm 2025 là 13.320 người.

## Lịch sử
Năm 1980, xã Phương Linh và thị trấn Phủ Thông được sáp nhập thành xã Phương Thông. Năm 1995, Chính phủ ban hành nghị định giải thể xã Phương Thông để tái lập thị trấn Phủ Thông và xã Phương Linh. Sau khi tái lập, thị trấn Phủ Thông có 4 phố: Phố Chính, Đầu Cầu, Ngã Ba, Nà Hái.
Năm 2020, Ủy ban Thường vụ Quốc hội ban hành nghị quyết về việc sắp xếp các đơn vị hành chính cấp xã thuộc tỉnh Bắc Kạn; theo đó sáp nhập toàn bộ diện tích và dân số của xã Phương Linh (diện tích 20,88 km², dân số là 1.604 người) vào thị trấn Phủ Thông (diện tích 1,09 km², dân số là 2.075 người); sáp nhập toàn bộ diện tích và dân số của hai xã Tân Tiến (diện tích 13,70 km², dân số là 1.498 người) và Tú Trĩ (diện tích 12,50 km², dân số là 2.016 người) thành xã Tân Tú.
Tháng 6 năm 2025, xã Phủ Thông được thành lập trên cơ sở nhập toàn bộ diện tích tự nhiên, quy mô dân số của xã Vi Hương (diện tích tự nhiên là 21,50 km², dân số là 2.756 người), thị trấn Phủ Thông (diện tích tự nhiên là 22 km², dân số là 3.781 người), xã Tân Tú (diện tích tự nhiên là 25,14 km², dân số là 3.957 người) và xã Lục Bình (diện tích tự nhiên là 28,31 km², dân số là 2.826 người) của huyện Bạch Thông. Trụ sở làm việc của xã nằm tại thị trấn Phủ Thông cũ.

## Hành chính
Đến năm 2019, thị trấn Phủ Thông có Phố Ngã Ba, Phố Nà Hái, Phố Chính, Phố Đầu Cầu.
Xã Phương Linh có chín thôn là Đèo Giàng, Khuổi Cụ, Chi Quảng A, Chi Quảng B, Khuổi Lừa, Nà Phải, Nà Món, Khuổi Chả, Khuổi Chàm.
Xã Lục Bình có tám thôn là Bắc Lanh Chang, Nà Nghịu, Nam Lanh Chang, Pác Chang, Lủng Chang, Cao Lộc, Bản Piềng, Nà Chuông.
Xã Vi Hương có chín thôn là Địa Cát, Nà Pái, Nà Sang, Cốc Thốc, Thủy Điện, Bó Lịn, Nà Ít, Đon Bây, Nà Chá.
Xã Tú Trĩ có 11 thôn là Cốc Nao, Nà Tà, Phiêng Mòn, Pò Đeng, Pác Kéo, Bản Mới, Nà Lầu, Quan Làng, Cốc Bây, Khuổi Sa, Nà Phát.
Xã Tân Tiến có bảy thôn là Còi Mò, Nà Bản, Nà Xe, Nà Hoan, Cốc Pái, Bản Lạnh, Nà Còi.